# 玄庙镇
玄庙镇，是中华人民共和国安徽省宿州市砀山县下辖的一个乡镇级行政单位。

## 行政区划
玄庙镇下辖以下地区：
果洲社区、果园新村、罗寨村、和平新村、花园村、玄庙村、梨花村、马良村、红星村、吴寨村、大寨村、朱寨村、朱庄村、古黄新村、张王庄村、权集村、王集村和三联村。